# Drymochares
Drymochares — род жуков-усачей из подсемейства спондилидин.

## Описание
Переднеспинка без острого бугорка на боку, длиннее своей ширины. Надкрылья удлинённо яйцевидные.

## Систематика
В составе рода:
- Drymochares cylindraceus (Faimaire, 1849)
- Drymochares starcki Ganglbauer, 1888
- Drymochares truquii Mulsant, 1847